# عبد الله بن علي العباسي
عَبدُ الله بن عَلِيُّ بن عَبدِ الله بن العبَّاس بن عبد المُطَّلِب الهاشِميُّ القُرشيّ ( 102هـ - 147هـ/ 721م - 764 م) أميرٌ عباسي، وقائدٌ عسكريُّ مُخضرم، عمُّ الخليفتين أبو العباس عبد الله السفاح وأبو جعفر المنصور، فتك بالأمويين في معركة الزاب وطاردهم حتى دمشق. طالب بالخلافة أيام المنصور بعد وفاة ابن أخيه الخليفة السَّفاح، فهزمه أبو مسلم الخراساني، وقد مات سجينًا.

## نبذه
عبد الله بن علي بن عبد الله بن عباس عم السفاح والمنصور من الرجال الدهاة وكان بطلا شجاعا مهيبا جبارا عسوفا سفاكا للدماء به قامت الدولة العباسية سار في أربعين ألفا أو أكثر فالتقى في معركة مع الخليفة الأموي مروان بن محمد بقرب الموصل فهزمه ومزق جيوشه ولج في طلبه وطوى البلاد حتى نازل دار الخلافة الاموية في دمشق فحاصرها أياما وأخذها بالسيف وقتل خلقا كثيرا من أهل دمشق ، ثم جهّز في الحال أخاه صالح بن علي في طلب مروان إلى أن أدركه بقرية بوصير في مصر فبيت مروان فقاتل حتى قُتل وهرب ابنا مروان عبد الله وعبد الملك إلى الحبشة وانتهت الدولة الأموية ولما مات أبو العباس السفاح زعم عبد الله أنه ولي عهده وبايعه أمراء الشام وبويع ابو جعفر المنصور بالعراق وندب لحرب عمه صاحب الدعوة أبا مسلم الخراساني فالتقى الجمعان بنصيبين فاشتد القتال وقتلت الأبطال وعظم الخطب ثم انهزم عبد الله في خواصه وقصد البصرة فأخفاه أخوه سليمان مدة ثم ما زال المنصور يلح في طلبه حتى أسلمه فسجنه سنوات فيقال حفر أساس الحبس وأرسل عليه الماء فوقع على عبد الله في سنة 147 هـ .

## ثورة عبد الله بن علي على ابن أخيه المنصور
قال ابن كثير: «لما رجع أبو جعفر المنصور من الحج بعد موت أخيه السفاح، دخل الكوفة فخطب بأهلها يوم الجمعة وصلى بهم.
ثم ارتحل منها إلى الأنبار، وقد أخذت له البيعة من أهل العراق وخراسان، وسائر البلاد سوى الشام، وقد ضبط عيسى بن علي بيوت الأموال للمنصور حتى قدم، وكتب إلى عمه عبد الله بن علي يعلمه بوفاة السفاح، فلما بلغه الخبر نادى في الناس الصلاة جامعة، فاجتمع إليه الأمراء والناس، فقرأ عليهم وفاة السفاح، ثم قام فيهم خطيباً، فذكر أن السفاح كان عهد إليه حين بعثه إلى مروان أنه إن كسره كان الأمر إليه من بعده، وشهد له بذلك بعض أمراء العراق، ونهضوا إليه فبايعوه، ورجع إلى حران فتسلمها من نائب المنصور بعد محاصرة أربعين ليلة، وقتل مقاتل العكي نائبها.
فلما بلغ المنصور ما كان من أمر عمه بعث إليه أبا مسلم الخراساني ومعه جماعة من الأمراء، وقد تحصن عبد الله بن علي بحران، فسار إليه أبو مسلم الخراساني وعلى مقدمته مالك بن هيثم الخزاعي، فلما تحقق عبد الله قدوم أبي مسلم إليه خشي من جيش خراسان أن لا يناصحوه، فقتل منهم سبعة عشر ألفاً، وأراد قتل حميد بن قحطبة بن شبيب فهرب منه إلى أبي مسلم، فركب عبد الله بن علي فنزل نصيبين وخندق حول عسكره، وأقبل أبو مسلم فنزل ناحية، وكتب إلى عبد الله: إني لم أومر بقتالك، وإنما بعثني أمير المؤمنين والياً على الشام فأنا أريدها.
فخاف جنود الشام من هذا الكلام فقالوا: إنا نخاف على ذرارينا وديارنا وأموالنا، فنحن نذهب إليها نمنعهم منه.
فقال عبد الله: ويحكم ! والله إنه لم يأت إلا لقتالنا.
فأبوا إلا أن يرتحلوا نحو الشام، فتحول عبد الله من منزله ذلك وقصد ناحية الشام، فنهض أبو مسلم فنزل موضعه وغوَّر ما حوله عن المياه - وكان موضع عبد الله الذي تحول منه موضعاً جيداً جداً - فاحتاج عبد الله وأصحابه فنزلوا في موضع أبي مسلم فوجدوه منزلاً رديئاً، ثم أنشأ أبو مسلم القتال فحاربهم خمسة أشهر.
وكان على خيل عبد الله أخوه عبد الصمد بن علي، وعلى ميمنته بكار بن مسلم العقيلي، وعلى ميسرته حبيب بن سويد الأسدي، وعلى ميمنته أبي مسلم الحسن بن قحطبة، وعلى ميسرته أبو نصر خازم بن خزيمة التميمي، وقد جرت بينهم وقعات، وقتل منهم جماعات في أيام نحسات، وكان أبو مسلم إذا حمل يرتجز ويقول:
من كان ينوي أهله فلا رجع * فرَّ من الموت وفي الموت وقع
وكان يعمل له عرش فيكون فيه إذا التقى الجيشان فما رأى في جيشه من خلل أرسل فأصلحه.
فلما كان يوم الثلاثاء أو الأربعاء لسبع خلون من جمادى الآخرة: التقوا فاقتتلوا قتالاً شديداً، فمكر بهم أبو مسلم ! بعث إلى الحسن بن قحطبة أمير الميمنة فأمره أن يتحول بمن معه إلا القليل إلى الميسرة، فلما رأى ذلك أهل الشام انحازوا إلى الميمنة بإزاء الميسرة التي تعمرت، فأرسل حينئذ أبو مسلم إلى القلب أن يحمل بمن بقي في الميمنة على ميسرة أهل الشام فحطموهم، فجال أهل القلب والميمنة من الشاميين فحمل الخراسانيون على أهل الشام وكانت الهزيمة.
واستوثقت الممالك لأبي جعفر المنصور، ومضى عبد الله بن علي وأخوه عبد الصمد على وجهيهما، فلما مرَّا بالرصافة أقام بها عبد الصمد، فلما رجع أبو الخصيب وجده بها فأخذه معه مقيداً في الحديد فأدخله على المنصور فدفعه إلى عيسى بن موسى فاستأمن له المنصور.
وأما عبد الله بن علي فإنه ذهب إلى أخيه سليمان بن علي بالبصرة، فأقام عنده زماناً مختفياً، ثم علم به المنصور فبعث إليه فسجنه في بيت بني أساسه على الملح ثم أطلق عليه الماء فذاب الملح وسقط البيت على عبد الله فمات».

## ووصلات خارجية
- سير اعلام النبلاء
- البداية والنهاية
- الموسوعة العربية